# Dibatag
De dibatag (Ammodorcas clarkei), soms ook Clarks gazelle of lamagazelle genoemd, is een antilopesoort die alleen voor komt in de Hoorn van Afrika.

## Uiterlijk
De dibatag is een grote, slanke antilope die qua lichaamsbouw veel weg heeft van de gerenoek. Het dier wordt tussen de 152 en 168 centimeter groot en heeft een schofthoogte van 80 tot 88 centimeter. De lengte van de zwarte tot grijs-bruine staart bedraagt 30 tot 36 centimeter. Zijn kop staat op een lange, slanke nek. Vanaf de punt van de neus tot aan boven het oog loopt een witte streep over de kop. Rondom de grote ogen is de vacht eveneens wit. De tippen van de puntige oren zijn zwart van kleur. Bij de dibatag hebben alleen de mannetjes hoorns van tussen de 10 tot 25 centimeter lang die scherp naar voren toe buigen. De vacht van het dier is grijsbruin. De dieren hebben een ideale schutkleur voor de omgeving waarin ze leven. De buik en achterzijde van het dier zijn wit van kleur. De poten zijn oker van kleur, en kleuren aan de binnenzijde naar boven toe langzaam wit. Het gewicht van deze antilope ligt tussen de 22 tot 29 kilogram.

## Leefgebied
Het verspreidingsgebied van deze antilope is zeer beperkt. Hij komt voor in delen van centraal Somalië en in het Ogaden gebied in Ethiopië. Hij leeft in de droge, zanderige gebieden met slechts lichte begroeiing.

## Gedrag
Het dier is territoriaal en voornamelijk overdag actief. Ze leven over het algemeen in kleine groepen. Deze groepen bestaat uit een mannetje met enkele vrouwtjes of uit een groepje vrijgezelle mannetjes. Soms trekken mannetjes ook alleen rond. De mannetjes markeren hun territorium met urine en door het wrijven van hun geurklier langs boomstronken en andere uitsteeksels. De mannetjes bewaken hun territorium, voornamelijk tijdens de paartijd, tegen andere mannetjes in hun territorium.
Op het moment dat de dibatag zich bedreigd voelt zal hij zich verstoppen achter dichtere struiken al waar hij doodstil blijft staan. Wordt het dier toch gedwongen om op de vlucht te slaan dan gooit hij zijn hoofd naar achteren en zet hij het op het lopen. De dibatag staat op het menu van o.a. leeuwen en hyena's.

## Voortplanting
Het paarseizoen ligt in de periode van het regenseizoen van april en mei. Na een draagtijd van ongeveer 6 maanden wordt in oktober, november 1 jong geboren. Omdat deze periode de tijd van de korte regenbuien is, is de omgeving begroeid met dichte struiken waarin de jongen zich de eerste levensweken goed verborgen kunnen houden. Na 12 tot 18 maanden bereiken de jongen de leeftijd dat ze zelf geslachtsrijp zijn. De dibatag wordt tussen de 10 tot 12 jaar oud.

## Voedsel
Het voedsel bestaat voornamelijk uit bladeren en scheuten van struiken en bomen. Vanwege de lange nek kunnen de dieren bij de hogere bladeren waar de meeste andere herbivoren niet bij kunnen. Net zoals de gerenoek kan deze antilope ook op zijn achterpoten staan tijdens het eten om zo bij nog hoger gelegen takken te kunnen komen. De dieren leven in droge gebieden met nauwelijks water. De dieren drinken dan ook nauwelijks en onttrekken hun vocht uit hun voedsel.

## Bedreigd
Doordat de dibatag een beperkt leefgebied heeft is het dier extra kwetsbaar. In Ethiopië is de populatie beschermd en veilig. In Somalië wordt er echter nog steeds op het dier gejaagd en moet hij de competitie aan met vee waardoor er schaarste aan voedsel ontstaat.